# Sport-Club Freiburg 1980-1981
Questa voce raccoglie le informazioni riguardanti lo Sport-Club Freiburg nelle competizioni ufficiali della stagione 1980-1981.

## Stagione
Nella stagione 1980-1981 il Friburgo, allenato da Norbert Wagner, Horst Zick e Karl-Heinz Bente, concluse il campionato di 2. Bundesliga al 7º posto. In Coppa di Germania il Friburgo fu eliminato agli ottavi di finale dall'Eintracht Braunschweig.

## Rosa
| N. |                     | Ruolo | Calciatore         |
| -- | ------------------- | ----- | ------------------ |
|    | Germania (bandiera) | P     | Andreas Müller     |
|    | Germania (bandiera) | P     | Günther Wienhold   |
|    | Germania (bandiera) | D     | Günter Dämpfling   |
|    | Germania (bandiera) | D     | Volker Faß         |
|    | Germania (bandiera) | D     | Markus Löw         |
|    | Germania (bandiera) | D     | Rolf Maier         |
|    | Germania (bandiera) | D     | Karl-Heinz Wöhrlin |
|    | Germania (bandiera) | C     | Karl-Heinz Bente   |
|    | Germania (bandiera) | C     | Reinhard Binder    |
|    | Germania (bandiera) | C     | Klaus Bury         |

| N. |                     | Ruolo | Calciatore          |
| -- | ------------------- | ----- | ------------------- |
|    | Germania (bandiera) | C     | Robert Piller       |
|    | Germania (bandiera) | C     | Henry Schüler       |
|    | Germania (bandiera) | C     | Hans-Peter Schulzke |
|    | Ungheria (bandiera) | C     | Gabor Zele          |
|    | Germania (bandiera) | A     | Robert Birner       |
|    | Germania (bandiera) | A     | Paul Dörflinger     |
|    | Germania (bandiera) | A     | Hans Meisel         |
|    | Germania (bandiera) | A     | Herbert Reiß        |
|    | Germania (bandiera) | A     | Heinz Tochtermann   |
|    | Germania (bandiera) | A     | Jürgen Zitzer       |

## Organigramma societario
Area tecnica
- Allenatore: Karl-Heinz Bente, Horst Zick
- Allenatore in seconda:
- Preparatore dei portieri:
- Preparatori atletici:

## Calciomercato

### Sessione estiva
| Acquisti | Acquisti         | Acquisti       | Acquisti |
| R.       | Nome             | da             | Modalità |
| -------- | ---------------- | -------------- | -------- |
| A        | Paul Dörflinger  | Hertha Berlino |          |
| C        | Karl-Heinz Bente | Offenburger    |          |
| A        | Robert Birner    | Stoccarda      |          |
| D        | Rolf Maier       | FV Biberach    |          |
| A        | Herbert Reiß     | Rastatt 04     |          |

| Cessioni | Cessioni          | Cessioni    | Cessioni |
| R.       | Nome              | a           | Modalità |
| -------- | ----------------- | ----------- | -------- |
| C        | Werner Reich      | Ulma        |          |
| A        | Ninoslav Crnjanin | FV Biberach |          |
| A        | Joachim Löw       | Stoccarda   |          |
| C        | Wolfgang Schüler  | Karlsruhe   |          |

### Sessione invernale
| Acquisti | Acquisti | Acquisti | Acquisti |
| R.       | Nome     | da       | Modalità |
| -------- | -------- | -------- | -------- |

| Cessioni | Cessioni | Cessioni | Cessioni |
| R.       | Nome     | a        | Modalità |
| -------- | -------- | -------- | -------- |

## Risultati

### 2. Bundesliga

#### Girone di andata
| Friburgo in Brisgovia 5 agosto 1980 1ª giornata | Friburgo | 0 – 0 referto | Hessen Kassel | Dreisamstadion (4 000 spett.)\| Arbitro: \| Ulm \| |
| Arbitro:                                        | Ulm      |               |               |                                                    |

| Arbitro: | Walz |

|  |           |            |
|  | Marcatori | 44’ Meisel |

| Arbitro: | Kühne |

|                           |           |  |
| Tochtermann 72’ Reich 89’ | Marcatori |  |

| Treviri 20 agosto 1980 4ª giornata | Eintracht Treviri | 0 – 0 referto | Friburgo | Moselstadion (4 000 spett.)\| Arbitro: \| Dahler \| |
| Arbitro:                           | Dahler            |               |          |                                                     |

| Arbitro: | Röder |

|                                 |           |  |
| Bente 22’ Binder 38’ Piller 53’ | Marcatori |  |

| Arbitro: | Schumann |

|          |           |                |
| Hupp 52’ | Marcatori | 2’ Tochtermann |

| Arbitro: | Kuhn |

|            |           |                                   |
| Binder 19’ | Marcatori | 27’, 32’ Dollmann 73’, 79’ Täuber |

| Arbitro: | Aulenbacher |

|               |           |                                                    |
| Schwemmle 78’ | Marcatori | 43’ Binder 60’ Schüler 66’ Piller 80’ (rig.) Bente |

| Arbitro: | Niebergall |

|                                                       |           |                   |
| Tochtermann 32’ Dörflinger 43’ Schüler 47’ Zitzer 82’ | Marcatori | 25’ (rig.) Kutzop |

| Arbitro: | Theobald |

|             |           |                            |
| Mießmer 58’ | Marcatori | 15’ Dörflinger 90’ Schüler |

| Arbitro: | Vielsack |

|                        |           |  |
| Reiß 19’ Dämpfling 21’ | Marcatori |  |

| Arbitro: | Filla |

|          |           |  |
| Dörr 75’ | Marcatori |  |

| Arbitro: | Scheffner |

|                                 |           |  |
| Bente 22’ (rig.) Dörflinger 57’ | Marcatori |  |

| Arbitro: | Andres |

|               |           |  |
| Hanschitz 28’ | Marcatori |  |

| Arbitro: | Dölfel |

|  |           |             |
|  | Marcatori | 90’ Demange |

| Arbitro: | Dellwing |

|                      |           |                         |
| Bihn 22’ Günther 89’ | Marcatori | 42’ Reiß 82’ Dörflinger |

| Arbitro: | Kinzinger |

|                              |           |             |
| Schulzke 15’ Tochtermann 78’ | Marcatori | 25’ Hofmann |

| Arbitro: | Schraivogel |

|          |           |  |
| Hahn 76’ | Marcatori |  |

| Arbitro: | Wohlfarth |

|             |           |           |
| Schüler 60’ | Marcatori | 63’ Böhni |

#### Girone di ritorno
| Arbitro: | Schweiger |

|           |           |  |
| Ludwig 4’ | Marcatori |  |

| Arbitro: | Dahler |

|            |           |  |
| Zitzer 36’ | Marcatori |  |

| Arbitro: | Gschwender |

|               |           |                              |
| Griesbeck 21’ | Marcatori | 33’, 67’ Birner 78’ Schulzke |

| Arbitro: | Michel |

|  |           |                             |
|  | Marcatori | 71’ Aumeier 85’ Leiendecker |

| Arbitro: | Schumann |

|           |           |         |
| Todzi 90’ | Marcatori | 74’ Löw |

| Arbitro: | Eli |

|                                |           |          |
| Reiß 65’ Binder 86’ Birner 90’ | Marcatori | 52’ Frey |

| Arbitro: | Stelzer |

|                                      |           |                     |
| Dreher 12’, 31’ Voise 86’ Täuber 90’ | Marcatori | 67’ Zitzer 72’ Reiß |

| Arbitro: | Hontheim |

|                                           |           |  |
| Birner 38’, 41’, 74’ Dämpfling 87’ (rig.) | Marcatori |  |

| Arbitro: | Klauser |

|                                                     |           |           |
| Bein 10’, 40’ Franusch 20’ Grünewald 29’ Krause 34’ | Marcatori | 9’ Birner |

| Friburgo in Brisgovia 21 marzo 1981 29ª giornata | Friburgo    | 0 – 0 referto | Freiburger | Dreisamstadion (14 500 spett.)\| Arbitro: \| Schmidhuber \| |
| Arbitro:                                         | Schmidhuber |               |            |                                                             |

| Arbitro: | Ermer |

|                       |           |                    |
| Heitzer 58’ Reich 73’ | Marcatori | 5’ Reiß 13’ Binder |

| Arbitro: | Dahler |

|                        |           |             |
| Birner 23’ Schüler 35’ | Marcatori | 15’ Scheler |

| Arbitro: | Matheis |

|                                 |           |  |
| Zele 24’ (aut.) Schaub 79’, 90’ | Marcatori |  |

| Arbitro: | Schraivogel |

|                       |           |  |
| Birner 27’ Binder 43’ | Marcatori |  |

| Arbitro: | Vielsack |

|                   |           |              |
| Beck 71’ Lenz 88’ | Marcatori | 6’, 48’ Reiß |

| Arbitro: | Walz |

|                                                         |           |                  |
| Lubanski 8’ (aut.) Birner 10’ Reiß 19’ Bury 85’ Löw 90’ | Marcatori | 50’, 62’ Mattern |

| Arbitro: | Michel |

|                       |           |                                 |
| Hofmann 19’, 25’, 43’ | Marcatori | 69’ (rig.) Dämpfling 76’ Meisel |

| Arbitro: | Ulm |

|  |           |                                            |
|  | Marcatori | 40’, 55’ Neumann 42’ Bruckhoff 67’ Jordens |

| Arbitro: | Aldinger |

|                    |           |  |
| Sebert 8’ Hein 88’ | Marcatori |  |

### Coppa di Germania
| Arbitro: | Vielsack |

|                                                 |           |                            |
| Piller 53’ Zitzer 79’ Tochtermann 80’ Bente 85’ | Marcatori | 34’ (rig.) Langer 57’ Vico |

| Arbitro: | Reichmann |

|              |           |                |
| Woodcock 56’ | Marcatori | 51’ Dörflinger |

| Arbitro: | Engel |

|                                       |           |              |
| Piller 11’ Dörflinger 45’ Wöhrlin 67’ | Marcatori | 35’ Cullmann |

| Arbitro: | Ross |

|                           |           |            |
| Dämpfling 45’ Binder 107’ | Marcatori | 87’ Ludwig |

| Arbitro: | Ahlenfelder |

|                 |           |  |
| Grobe 5’ (rig.) | Marcatori |  |

## Statistiche

### Statistiche di squadra
| Competizione      | Punti | In casa | In casa | In casa | In casa | In casa | In casa | In trasferta | In trasferta | In trasferta | In trasferta | In trasferta | In trasferta | Totale | Totale | Totale | Totale | Totale | Totale | DR  |
| Competizione      | Punti | G       | V       | N       | P       | Gf      | Gs      | G            | V            | N            | P            | Gf           | Gs           | G      | V      | N      | P      | Gf     | Gs     | DR  |
| ----------------- | ----- | ------- | ------- | ------- | ------- | ------- | ------- | ------------ | ------------ | ------------ | ------------ | ------------ | ------------ | ------ | ------ | ------ | ------ | ------ | ------ | --- |
| 2. Bundesliga     | 41    | 19      | 12      | 3       | 4       | 34      | 18      | 19           | 4            | 6            | 9            | 23           | 32           | 38     | 16     | 9      | 13     | 57     | 50     | +7  |
| Coppa di Germania | -     | 3       | 3       | 0       | 0       | 9       | 4       | 2            | 0            | 1            | 1            | 1            | 2            | 5      | 3      | 1      | 1      | 10     | 6      | +4  |
| Totale            | 41    | 22      | 15      | 3       | 4       | 43      | 22      | 21           | 4            | 7            | 10           | 24           | 34           | 43     | 19     | 10     | 14     | 67     | 56     | +11 |

### Andamento in campionato
| Giornata  | 1  | 2 | 3 | 4 | 5 | 6 | 7 | 8 | 9 | 10 | 11 | 12 | 13 | 14 | 15 | 16 | 17 | 18 | 19 | 20 | 21 | 22 | 23 | 24 | 25 | 26 | 27 | 28 | 29 | 30 | 31 | 32 | 33 | 34 | 35 | 36 | 37 | 38 |
| --------- | -- | - | - | - | - | - | - | - | - | -- | -- | -- | -- | -- | -- | -- | -- | -- | -- | -- | -- | -- | -- | -- | -- | -- | -- | -- | -- | -- | -- | -- | -- | -- | -- | -- | -- | -- |
| Luogo     | C  | T | C | T | C | T | C | T | C | T  | C  | T  | C  | T  | C  | T  | C  | T  | C  | T  | C  | T  | C  | T  | C  | T  | C  | T  | C  | T  | C  | T  | C  | T  | C  | T  | C  | T  |
| Risultato | N  | V | V | N | V | N | P | V | V | V  | V  | P  | V  | P  | P  | N  | V  | P  | N  | P  | V  | V  | P  | N  | V  | P  | V  | P  | N  | N  | V  | P  | V  | N  | V  | P  | P  | P  |
| Posizione | 12 | 7 | 4 | 5 | 3 | 3 | 6 | 5 | 3 | 2  | 2  | 2  | 2  | 2  | 4  | 3  | 3  | 3  | 3  | 6  | 5  | 5  | 6  | 6  | 5  | 6  | 5  | 7  | 7  | 7  | 6  | 7  | 6  | 6  | 6  | 7  | 7  | 7  |

Legenda:

Luogo: C = Casa; T = Trasferta. Risultato: V = Vittoria; N = Pareggio; P = Sconfitta.

### Statistiche dei giocatori
| Giocatore      | 2. Bundesliga | 2. Bundesliga | 2. Bundesliga | 2. Bundesliga | Coppa di Germania | Coppa di Germania | Coppa di Germania | Coppa di Germania | Totale   | Totale | Totale      | Totale     |
| Giocatore      | Presenze      | Reti          | Ammonizioni   | Espulsioni    | Presenze          | Reti              | Ammonizioni       | Espulsioni        | Presenze | Reti   | Ammonizioni | Espulsioni |
| -------------- | ------------- | ------------- | ------------- | ------------- | ----------------- | ----------------- | ----------------- | ----------------- | -------- | ------ | ----------- | ---------- |
| K. Bente       | 16            | 3             | 1             | 0             | 4                 | 1                 | 0                 | 0                 | 20       | 4      | 1           | 0          |
| R. Binder      | 38            | 6             | 1             | 0             | 4                 | 1                 | 0                 | 0                 | 42       | 7      | 1           | 0          |
| R. Birner      | 25            | 10            | 3             | 0             | 3                 | 0                 | 0                 | 0                 | 28       | 10     | 3           | 0          |
| K. Bury        | 36            | 1             | 5             | 0             | 5                 | 0                 | 1                 | 0                 | 41       | 1      | 6           | 0          |
| G. Dämpfling   | 32            | 3             | 7             | 0             | 3                 | 1                 | 2                 | 0                 | 35       | 4      | 9           | 0          |
| P. Dörflinger  | 11            | 4             | 3             | 0             | 4                 | 2                 | 0                 | 0                 | 15       | 6      | 3           | 0          |
| V. Faß         | 25            | 0             | 1             | 0             | 4                 | 0                 | 0                 | 0                 | 29       | 0      | 1           | 0          |
| M. Löw         | 18            | 2             | 1             | 0             | 2                 | 0                 | 0                 | 0                 | 20       | 2      | 1           | 0          |
| R. Maier       | 7             | 0             | 0             | 0             | 1                 | 0                 | 0                 | 0                 | 8        | 0      | 0           | 0          |
| H. Meisel      | 12            | 2             | 0             | 0             | 1                 | 0                 | 0                 | 0                 | 13       | 2      | 0           | 0          |
| A. Müller      | 0             | 0             | 0             | 0             | 1                 | 0                 | 0                 | 0                 | 1        | 0      | 0           | 0          |
| R. Piller      | 35            | 2             | 8             | 0             | 5                 | 2                 | 0                 | 0                 | 40       | 4      | 8           | 0          |
| W. Reich       | 8             | 1             | 1             | 0             | 1                 | 0                 | 0                 | 0                 | 9        | 1      | 1           | 0          |
| H. Reiß        | 24            | 8             | 1             | 0             | 4                 | 0                 | 1                 | 0                 | 28       | 8      | 2           | 0          |
| H. Schulzke    | 24            | 2             | 2             | 0             | 3                 | 0                 | 0                 | 0                 | 27       | 2      | 2           | 0          |
| H. Schüler     | 14            | 5             | 1             | 0             | 2                 | 0                 | 0                 | 0                 | 16       | 5      | 1           | 0          |
| H. Tochtermann | 24            | 4             | 1             | 0             | 2                 | 1                 | 0                 | 0                 | 26       | 5      | 1           | 0          |
| G. Wienhold    | 38            | 0             | 0             | 0             | 5                 | 0                 | 0                 | 0                 | 43       | 0      | 0           | 0          |
| K. Wöhrlin     | 35            | 0             | 2             | 0             | 4                 | 1                 | 0                 | 0                 | 39       | 1      | 2           | 0          |
| G. Zele        | 26            | 0             | 10            | 0             | 3                 | 0                 | 0                 | 0                 | 29       | 0      | 10          | 0          |
| J. Zitzer      | 29            | 3             | 2             | 0             | 4                 | 1                 | 1                 | 0                 | 33       | 4      | 3           | 0          |